# Ben Lloyd-Hughes
Ben Lloyd-Hughes, né le 14 avril 1988, est un acteur britannique.

## Biographie
Né en 1988, Ben Lloyd-Hughes est le fils de Lucy Appleby et Timothy Lloyd-Hughes. Il a un frère plus vieux de trois ans, Henry, né en 1985 et également acteur. Ils jouent tous deux dans Milliband of Brothers en 2010.
En 2011, il sort diplômé de la Guildhall School of Music and Drama, à Londres.

## Filmographie

### Cinéma
- 2009 : Tormented : Jez
- 2009 : The First Days of Spring : Ethan jeune
- 2012 : The Scapegoat : Myerson
- 2012 : Great Expectations : Bentley Drummle
- 2014 : Divergente de Neil Burger : Will
- 2016 : Avant toi : Rupert
- prochainement : The King's Daughter de Sean McNamara (tourné en 2014 mais toujours en attente de sortie) : Jean-Michel Lintillac

### Télévision
- 2005 : Love Soup : l'adolescent (1 épisode)
- 2006 : Genie in the House : Wolfgang Amadeus Mozart (1 épisode)
- 2006 : Inspecteur Frost : l'étudiant (1 épisode)
- 2007 : Casualty : Colm Roach (1 épisode)
- 2007 : Skins : Josh Stock (2 épisodes)
- 2008 : Roman Mysteries : Gaius Valerius Flaccus (1 épisode)
- 2009 : Personal Affairs : Dominic Fitzwallace (4 épisodes)
- 2010 : Miliband of Brothers : Ed Miliband
- 2011 : The Hour : Ralph Sherwin (2 épisodes)
- 2011 : Young James Herriot : Rob McAloon (3 épisodes)
- 2015 : Le Procès Eichmann : Alan Rosenthal
- 2016 : War & Peace : Tsar Alexandre Ier
- 2020 : Industry
- 2022-2023 : Bienvenue à Sanditon: Alexander Colbourne